# Pheidole hetschkoi
Pheidole hetschkoi är en myrart som beskrevs av Carlo Emery 1896. Pheidole hetschkoi ingår i släktet Pheidole och familjen myror.

## Underarter
Arten delas in i följande underarter:
- P. h. frivola
- P. h. hetschkoi
- P. h. senilis